# 科帕伊斯湖

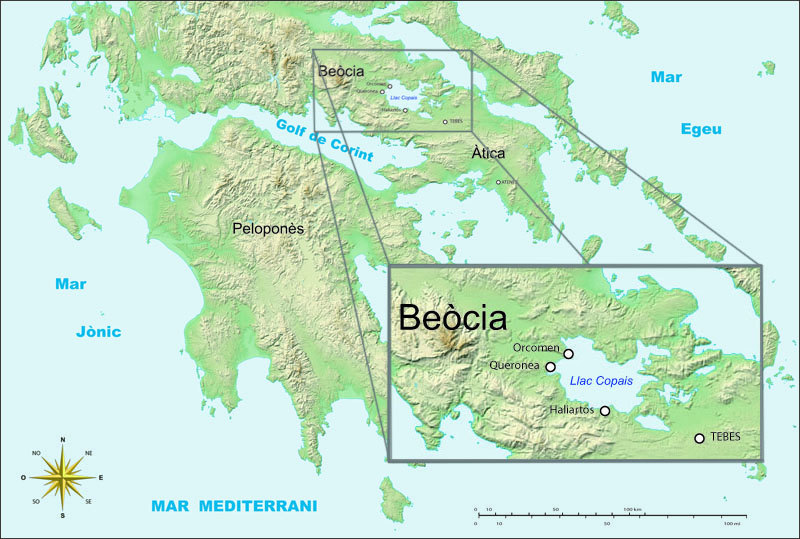
消失前的科帕伊斯湖所在位置

科帕伊斯湖，是希腊的古代湖泊，於19世纪消失。科派斯湖旧地现为平原，该地区仍然称作科帕伊斯或科帕伊扎（希臘語：Κωπαΐδα）。
曾经的湖滨城镇有阿利亚尔托斯、奥尔霍迈诺斯、喀罗尼亚。注入湖中的河流有基菲索斯河、泰尔梅苏斯河、特里通河。